# Ermita de Nuestra Señora de Guadalupe (La Gomera)
La ermita y santuario de Nuestra Señora de Guadalupe es un templo católico donde se venera la imagen de Nuestra Señora la Virgen de Guadalupe, patrona de la isla de La Gomera (Islas Canarias, España). La ermita se encuentra en la zona de Puntallana en la capital de la isla, San Sebastián de La Gomera.

## El entorno
La Ermita de Nuestra Señora de Guadalupe se erige en la reserva natural especial de Puntallana, que es una pequeña plataforma de aproximadamente 2,5 km² que podemos considerar como única, puesto que alberga en su interior y alrededores formaciones geológicas importantes, una duna fósil, fauna rica en endemismos, flora de gran interés, concheros, grabados y otros restos arqueológicos.

## Historia
La ermita fue fundada en 1542, por el primer conde de La Gomera, Guillén Peraza de Alaya y Bobadilla. El templo es de planta en forma de "T", por lo que es único en la isla. Tiene sólo una nave principal que termina en el presbiterio con tres capillas cuadrilongas. En cuanto a materiales y elementos arquitectónicos, la Ermita de la Virgen de Guadalupe guarda ciertos paralelismos con la Ermita de San Sebastián, el histórico patrono de la isla y de su capital. 
Una profunda reforma tuvo lugar en el siglo XIX, ampliándose la ermita en 5 varas por la cabecera. El pavimiento del santuario es de piedra, la tradicional losa chasnera, desde el exterior del templo se vislumbran unas espectaculares vistas del Teide en la vecina isla de Tenerife. La ermita es relativamente pequeña, tiene capacidad para poco más de 40 personas. En el interior del templo en un bello retablo se encuentra la pequeña imagen de madera de la Virgen de Guadalupe (patrona de los gomeros), llamada popularmente "La Morenita de Puntallana". Es una imagen de pequeñas dimensiones, de unos 25 centímetros de altura.
En el año 2008, la ermita y el entorno fue restaurado. Estas actuaciones se centraron en la mejora del techo, del interior de la ermita, la creación de una hornacina para la seguridad de la patrona, así como el remozado del templo y el arreglo de las tejas deterioradas por los fenómenos meteorológicos. Del entorno de la ermita fueron eliminadas las chabolas y casetas ilegales situadas junto al templo mariano.
En la actualidad, existe un proyecto para la construcción del nuevo Santuario Insular de Nuestra Señora de Guadalupe, que tendrá una superficie construida de 600 metros cuadrados, con aforo para 350 personas. Este proyecto, nace de la necesidad de disponer de un templo más grande que la diminuta ermita actual, para acoger a la mayor cantidad de peregrinos que acuden a la ermita sobre todo en las "Fiestas de Octubre" y en la Bajada de la Virgen cada 5 años.
Hoy en día, cada primer domingo de mes, fieles acuden a la ermita para asistir a una solemne misa en honor de la patrona gomera.